# 五龍動力
五龍動力有限公司，簡稱五龍動力（英語：FDG Kinetic Limited，港交所除牌前：0378），前身為「事安集團有限公司」，1995年7月13日，從中國工業國際換取上市，也是前稱「金匯投資集團有限公司」。中信集團旗下公司。當時曾持有「軟庫金匯投資有限公司」，其後已出售，現在主要經營業務為私募股權投資及基金管理。
公司主席為竇建中。
2015年11月17日事安集團以股份形式斥資約74.06億元新台幣（約17.48億港元），收購台灣鋰電池正極材料製造廠商台灣立凱電能科技。

## 外部連結
- 事安集團官方網站（页面存档备份，存于）